# Wenceslao Selga Padilla
Pour les articles homonymes, voir Padilla.
Wenceslao Selga Padilla, C.I.C.M, né le 29 septembre 1949 à Tubao aux Philippines et mort le 25 septembre 2018 à Oulan Bator en Mongolie, est un prêtre scheutiste et évêque catholique philippin, préfet apostolique d'Oulan-Bator du 2 août 2003 à sa mort.

## Biographie
Né en 1949 à Tubao, Wenceslao Selga Padilla est issu d'une famille catholique ; son père était catéchiste. En 1960, il entre au séminaire et est ordonné prêtre en 1976 pour les pères scheutistes.
Pendant six ans, il est missionnaire à Taiwan, puis est supérieur provincial des provinces chinoises de son ordre.
Quand, en 1991, la Mongolie et le Vatican établissent des relations diplomatiques, il est envoyé comme missionnaire à Urga (l'ancien nom de Oulan-Bator). Le 19 avril 1992 il est nommé supérieur ecclésiastique de la mission sui juris d'Ourga.
Il s'occupe des enfants des rues, des sans-abri, des handicapés et des personnes âgées.

### Évêque
Le 8 juillet 2002, le pape Jean Paul II érige la préfecture apostolique d'Oulan-Bator et Wenceslao Selga Padilla en devient son premier préfet. Le 2 août 2003, il est élevé à la dignité épiscopale ; il reçoit l'ordination épiscopale le 29 août 2003 des mains du cardinal Sepe, dans la cathédrale d'Oulan-Bator.
Il continue dans son ministère en donnant aide aux sans-abri et aux orphelins,.
Il meurt subitement à Oulan Bator le 25 septembre 2018.